# V Korpus (USA)

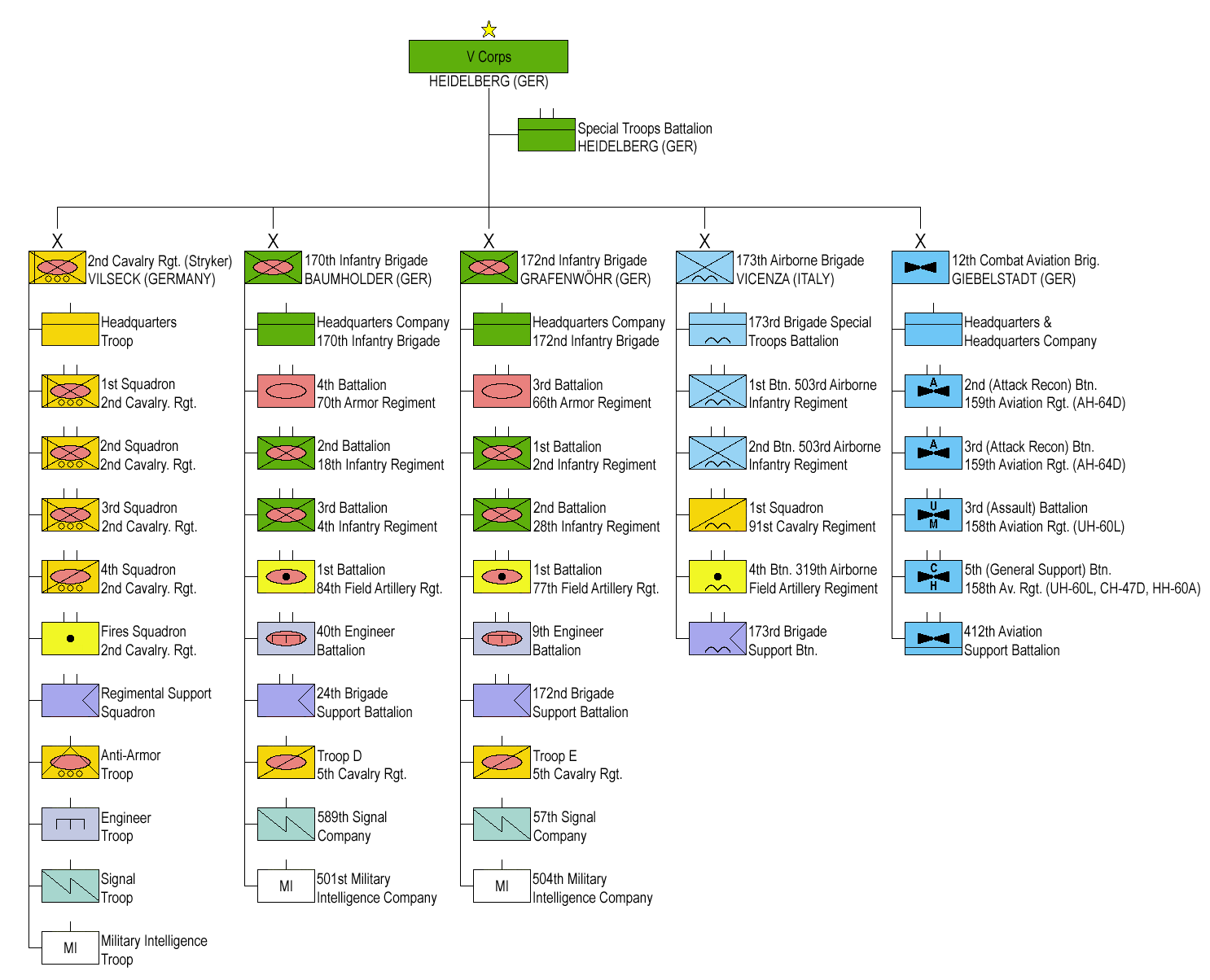
Struktura organizacyjna V Korpusu w 2011

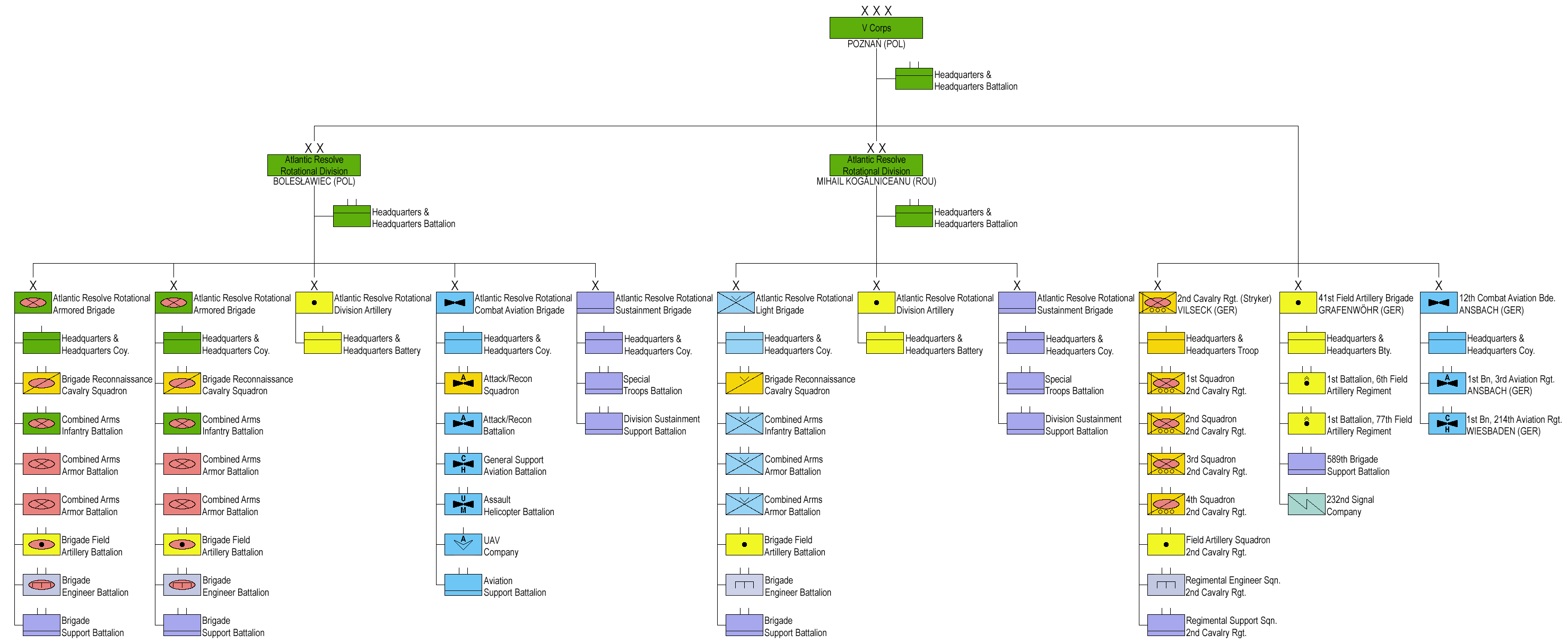
Organizacja w 2023

V Korpus – związek operacyjny Armii Stanów Zjednoczonych.

## Charakterystyka
Korpus został utworzony w okresie wojny secesyjnej, po zakończeniu której został rozwiązany. Ponownie powołany na krótko w okresie wojny hiszpańsko-amerykańskiej. Ponownie utworzony w czasie I wojny światowej, po powrocie z której w 1919 roku został rozwiązany. Jednostka reaktywowana została w 1940 roku po czym brała aktywny udział w II wojnie światowej, po zakończeniu której w 1946 powrócił do USA. W latach 1951–2022 stacjonował w Niemczech. Choć sam Korpus nie brał udziału w wojnie w Zatoce Perskiej, to jednak niektóre jednostki wchodzące w jego skład brały udział w tej wojnie, czasowo przeniesione pod dowództwo innych korpusów. W latach 90. XX wieku, jednostki korpusu były zaangażowane w różnego rodzaju misje w Bośni i Hercegowinie oraz w Kosowie. V Korpus brał udział w Operacji Iraqi Freedom.
Reaktywowanie korpusu
W maju 2020 roku John Kolasheski, dowódca 1 Dywizji Piechoty został nominowany na dowódcę nowo reaktywowanego V Korpusu, a 4 sierpnia 2020 został awansowany przez Szefa Sztabu Armii USA James C. McConville w  Krakowie na stopień generała porucznika. McConville ogłosił, że wysunięta kwatera dowództwa V Korpusu zostanie utworzona w jeszcze nieokreślonym miejscu w Polsce po rozpoczęciu kolejnego roku podatkowego tzn. 1 października 2020 roku. 200 z przewidzianych 630 pracowników dowództwa będzie stacjonować w Polsce rotacyjnie.
Wysunięte stanowisko dowodzenia korpusu  ma swoją siedzibę w Camp Kościuszko w Poznaniu.

## Organizacja korpusu
W skład V Korpusu wchodzą następujące jednostki:
- 2 pułk kawalerii (Stryker)
- 12 Brygada Lotnictwa Wojsk Lądowych
- 170 Brygada Piechoty
- 172 Brygada Piechoty
- 173 Brygadowa Powietrznodesantowa Grupa Bojowa.